# ルノーコリア・SM6
SM6（エスエムシックス）は、韓国の自動車メーカー、ルノーコリアが生産・販売するセダン（韓国車基準でいうところの中型車）。

## 概要
2015年6月29日、親会社のルノーが新型Dセグメントセダンの車名を「タリスマン」として発表したのが始まりである。
開発はルノーサムスン（当時）主導の下、ルノーと共同にて行われ、エクステリアおよびインテリアデザインについても、ルノーのアジア地域におけるハブ的役割を持つ「ルノーデザインアジアスタジオ」が中心となって進められた。
「SM6」の名はあくまで韓国市場のみで使われ、それ以外の市場では「ルノー・タリスマン」の名で販売される。但し、中国市場に限っては、SM7がベースの同名別車種の販売を行っているため、取り扱わない。また、従来海外市場で販売していたラティテュードはすべて釜山工場製だったが、タリスマンはフランスのドゥエー工場で生産されることになった。

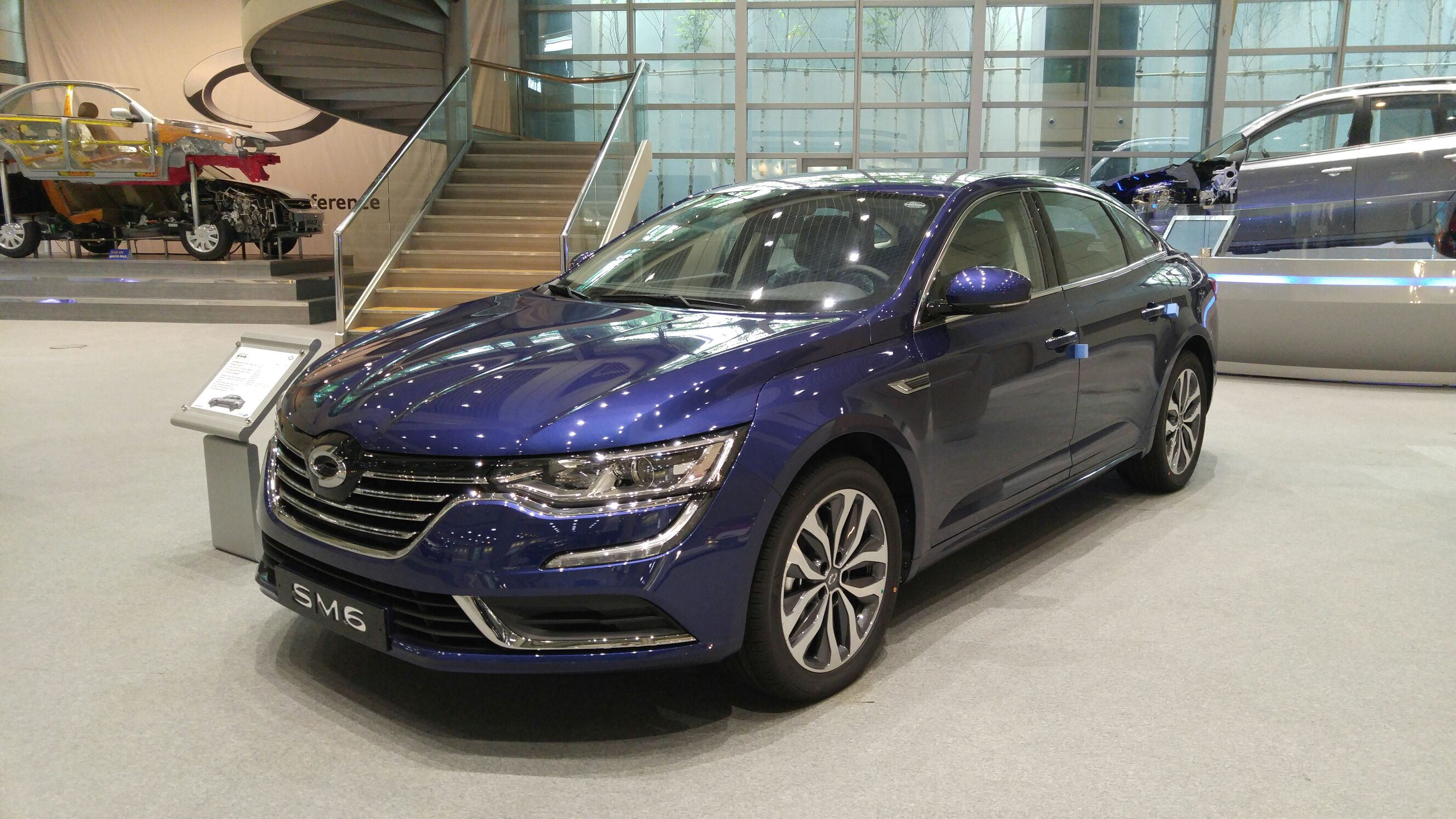
2016.3-2020.7　LE フロント
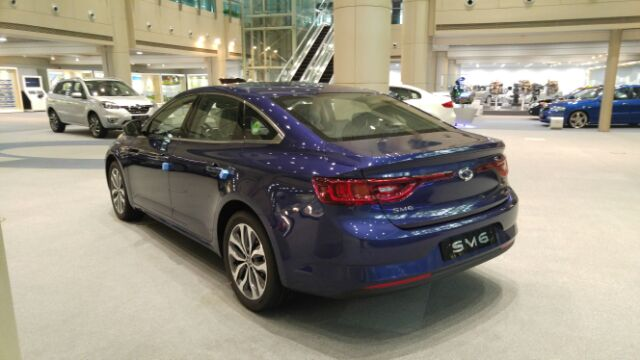
2016.3-2020.7　LE リヤ
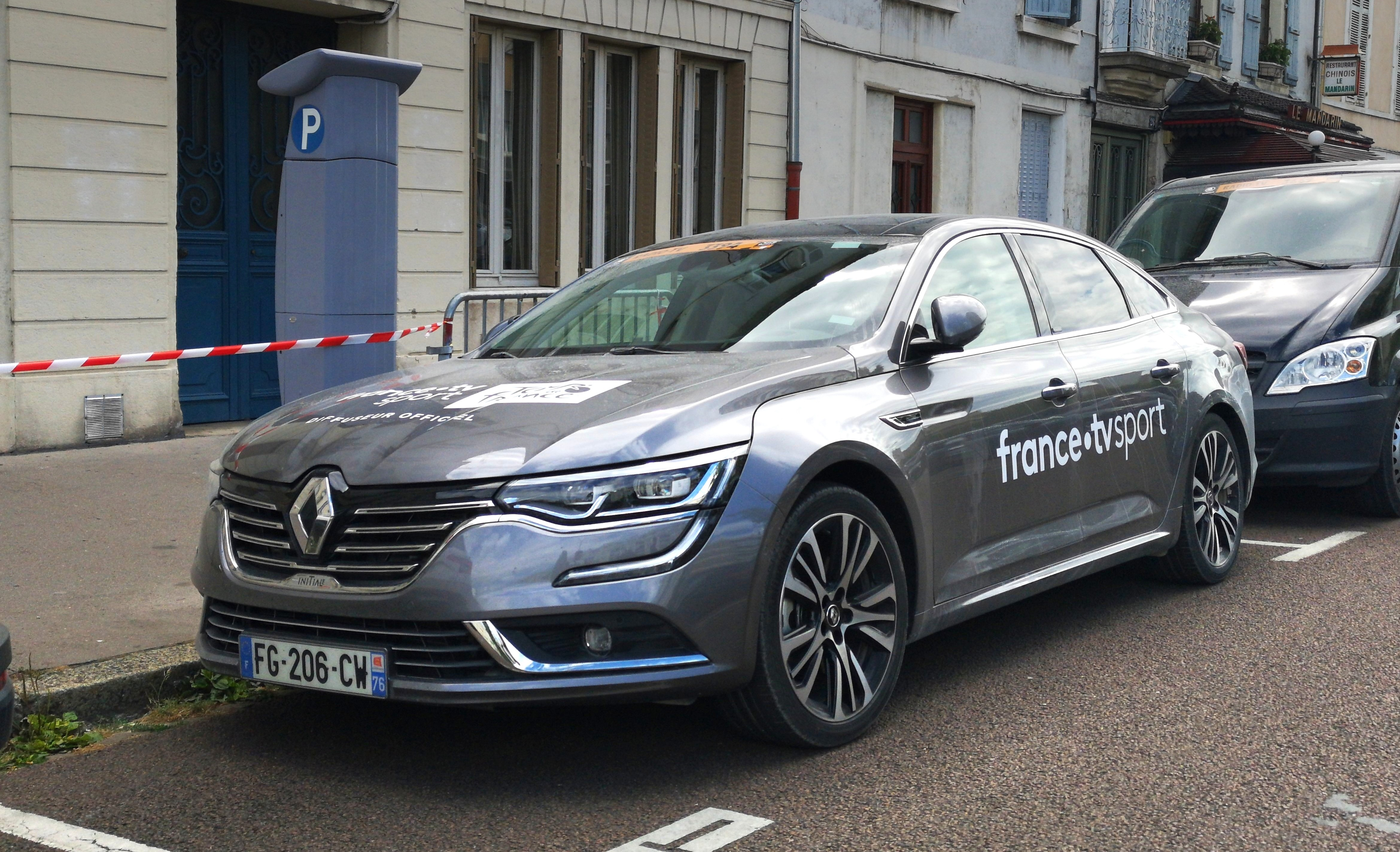
兄弟車種のルノー・タリスマン

## 歴史

### 初代（LFD型、2016年-　）
- 2016年
  - 1月13日 - 韓国にて「SM6」の名で発表されると同時に、同年3月発売予定であることもアナウンスされた[2][3]。なお、タリスマンに用意されるエステートはSM6においては未設定である。
  - 3月 - 販売開始。同じ中型車であるSM5はSM6登場後もグレードを縮小して併売される。
  - 8月1日 - 1.5Lディーゼルエンジン車を追加。
- 2017年1月 -「2017-2018　韓国カー・オブ・ザ・イヤー」を受賞。ルノーサムスン車が同賞を獲得するのは2000年の「SM5」以来である。
- 2018年
  - 3月6日 - タクシー仕様を追加。世界初となるルームミラー内蔵型4.3インチタッチスクリーン付のタクシーメーターを装備。
  - 10月 - LPLi仕様をガソリンエンジン仕様にアレンジし直した「Prime」シリーズを追加。
- 2019年
  - 7月 -「プリミエール」追加。
  - 12月 - SM5の販売を終了したため、ルノーサムスンで唯一生産されるレシプロエンジン搭載のセダンとなった。
- 2020年7月15日 -「THE NEW SM6」として約4年4カ月ぶりにマイナーチェンジ。エクステリアは前後意匠を手直しして新鮮さを主張するとともに、アルミホイールのデザインを一新。ハイランドシルバー、サンドグレー、ヴィンテージレッドなどの新色も追加。ヘッドライト下部のデイライトとリヤコンビネーションレンズにはシーケンシャル式ターンレンズを新たに採用した。安全装備については、アダプティブクルーズコントロール（ACC）とレーンキープアシスト（LCA）により更なるアシスト走行を可能とし、アクティブエマージェンシーブレーキシステム（AEBS）と車線逸脱防止装置（LKA）を追加した。また、ガソリンエンジンのパワーユニットがH5F型1.3L直噴ターボ（TCe260）とM5P型1.8L直噴ターボ（TCe300）に刷新され、改良前モデルから引き継ぐ2.0L・LPeと併せて計3種となった。尚、今回の改良を機に「PE」グレードが廃止されたため、全てが電動パーキングブレーキ（E-PKB）装着車両となっている。
- 2022年2月 - タリスマンが販売終了。SM6は引き続き製造・販売される。

## メカニズム
プラットフォームは、タリスマン同様、CMF-C/Dを採用（CMFの採用はルノーサムスン車初）。給油口（フューエルリッド）はSM5時代の車両左側から車両右側に移動している。
エンジンバリエーションは韓国の自動車事情を鑑み、ガソリンエンジンとLPGが中心となる。1.6Lの直噴ガソリンターボ（TCe、日産のMR16DDTがベース）、2.0Lの直噴ガソリン（GDe、日産のMR20DDがベース）ならびに同ストイキ仕様（CVTC II、日産のMR20DEに相当）に加え、障害者・レンタカー・タクシー向けの2.0L・LPG（LPe、日産のMR20DEベースのLPG仕様）を加えた計4種が用意され、LPE/CVTC IIはジヤトコ製のエクストロニックCVT、それ以外の全てはゲトラグ製の7速あるいは6速のEDCと組み合わされる。
当初同時発表予定だった1.5Lディーゼル（dCi）は2016年8月1日に遅れて登場している（2019年の一部改良時に廃止）。2020年のマイナーチェンジではガソリンエンジンがXM3やキャプチャーに搭載済のH5F型1.3L直噴ターボ（TCe260）とアルピーヌ・A110やルノー・メガーヌRSに搭載済のM5P型1.8L直噴ターボ（TCe300）の2種に刷新された。
ボディには日産が新日鐵住金（現・日本製鉄）や神戸製鋼と共同開発した1.2MPa級のハイテン鋼を用いることで、剛性を高めながら軽量化と複雑な成形も同時に実現している。また、骨格にはHPF工法により1.3MPaまで引き上げたハイテン鋼を用いている。
ABSや両席エアバッグの他、AEBS（アクティブ・エマージェンシー・ブレーキ・システム）、走行中の前方との距離を知らせるDW（ディスタンス・ワーニング）、車線のふらつきを抑制するLDW（レーン・デパーチャ・ワーニング）、BSW（ブラインド・スポット・ワーニング）、パークアシスト（日産のインテリジェントパーキングアシストに相当）、アダプティブクルーズコントロール、運転席前に設置されるヘッドアップディスプレイなどといった安全装備も積極的に投入される一方で、インテリジェントスマートカードを所持していれば、リヤバンパー下に足をかざすだけでトランクを開くことが出来る「マジックトランク」も備える。また、大半のグレードにおいて電動式パーキングブレーキを採用することで、利便性と操作性と室内空間を向上させている。尚、パーキングブレーキのスイッチはC27型日産・セレナや三菱・アウトランダー（2017.2以降のPHEV/4WD車）/エクリプスクロス/デリカD:5（2019年2月以降のモデル）と同一品を使用している。
センタークラスタに搭載されるS-Link（R-Linkのルノーサムスン版）インフォテインメントシステムは最大で8.7インチのタッチスクリーンを備え、S-Linkストアにてアプリケーションが入手可能である。また、13個のスピーカーから構成されるBOSEサラウンドサウンドシステム、通風機能とマッサージ機能、座面長調整機構を内蔵したフロントシート、航空機のシート技術をフィードバックさせたプレステージヘッドレストなど、快適性にもこだわっている。
REとLEのスピードメーターには「Multi-Sense」と呼ばれる有機ELディスプレイを採用し、Comfort / Sport / Eco / Neutral / Personalの中からドライビングモードが選択可能であり、「アナログ調のスピードメーターの表示」と「アナログ調のタコメーターとデジタルのスピードメーターの併示」などが自由に切り替えられるようになっている。
アルミホイールは全車標準アイテムだが、16インチから19インチまでの4種が用意され（19インチはルノーサムスン車初）、1.6Lターボは17-19インチの3種、2.0Lガソリンと1.5Lディーゼルは16-19インチの4種、2.0L・LPeは17,18インチの2種がグレードに応じて設定される。
タリスマンに設定される4輪操舵システム「4 CONTROL」はオプションでも設定が無い。

## グレード
2023年3月現在のラインナップは以下。
SM6　TCe260
- FEEL
- RE

SM6　TCe300
- PREMIERE

SM6　2.0LPi（障がい者仕様、免税）
- FEEL
- RE

## 車名の由来
車名の「SM6」とはSは「SAMSUNG」あるいは「SEDAN」の、Mはドライブを意味する「Motoring」のそれぞれの頭文字、6は中型車であるSM5と準大型車であるSM7の中間を埋める車種であることを意味する。

## その他
同じ「SM6」の名を持つゴルフクラブを販売しているためか、カタログのトランクスペースを紹介する項目において、タイトリストのゴルフバッグが積載されている。